# Taygetis celia
Taygetis celia är en fjärilsart som beskrevs av Pieter Cramer 1782. Taygetis celia ingår i släktet Taygetis och familjen praktfjärilar. Inga underarter finns listade i Catalogue of Life.